# (857) Glasenappia
(857) Glasenappia ist ein Asteroid aus dem Hauptgürtel. Entdeckt wurde er am 6. April 1916 von Sergei Iwanowitsch Beljawski mit Hilfe des Observatoriums von Simejis (Krim-Observatorium).
Benannt wurde der Asteroid nach dem sowjetischen Astronomen Sergei Pawlowitsch Glasenapp.